# Radelfingen
Radelfingen – gmina (niem. Einwohnergemeinde) w Szwajcarii, w kantonie Berno, w regionie administracyjnym Seeland, w okręgu Seeland. Leży nad rzeką Aare.

## Demografia
W Radelfingen mieszkają 1 272 osoby. W 2020 roku 5,2% populacji gminy stanowiły osoby urodzone poza Szwajcarią.

## Transport
Przez teren gminy przebiega droga główna nr 235.